# Nasri Salhab
Nasri Salhab, né à Baabdat le 25 décembre 1921 et mort le 25 septembre 2007 à Cannes, est un diplomate libanais.

## Biographie
Après les études de droit à l'université de la Sagesse, il commence sa carrière en qualité de juge d'instruction puis comme magistrat à la Cour des Comptes du Liban. En 1959, il est nommé préfet de la région de la Bekaa par le président Fouad Chehab.
En 1963, il est nommé président du Conseil Supérieur des Douanes et cumule cette fonction avec celle de préfet jusqu'à 1965. Au bout de 10 ans à la tête des douanes libanaises, il intègre le corps diplomatique en 1973. En 1978, il est nommé Ambassadeur du Liban à Alger, jusqu'en 1982, date à laquelle il devient Ambassadeur du Liban près le Saint-Siège. Il fut aussi ambassadeur au Portugal ainsi qu'auprès de l'Ordre Souverain de Malte. Il termine sa carrière en 1985 au Vatican en ayant reçu de sa Sainteté, le Pape Jean-Paul II, les insignes de Grand-Croix de l'ordre de Pie IX ce qui constitue la plus haute distinction au sein de cet ordre.
Parallèlement à sa carrière de grand commis de l'État, il a consacré près de 50 ans de sa vie, à œuvrer pour le dialogue inter-religieux et le rapprochement des religions chrétienne et islamique. Dans ce but, il a donné de très nombreuses conférences au Liban ainsi qu'à l'étranger (France, Syrie, Algérie) et il a publié plus d'une dizaine de livres.